# おらが春
『おらが春』（おらがはる）は、俳人小林一茶の俳諧俳文集で、彼が北信濃の柏原（長野県上水内郡信濃町柏原）で過ごした1819年（文政2年）、一茶57歳の一年間の折々の出来事に寄せて読んだ俳句・俳文を、没後25年になる1852年（嘉永5年）に白井一之（いっし）が、自家本として刊行したものである。『おらが春』は、まったくの時系列に沿って書き記された日記ではなく、刊行を意図して構成されたものである。さらに一茶自身、改訂や推敲を重ねたが、未刊のままに留まっていたものである。内容的には、一部脚色や時系列を事実とは若干ずらした箇所なども指摘する研究者もあり、作品として意識されたものという性格が強い。
表題の「おらが春」は、著者自身が選んだものではなく、白井一之が、本文の第一話の中に出てくる句「目出度さもちう位也おらが春」から採ってつけたものである。当初は一之の自費出版であったが、安政元年（1854年）に江戸須原屋から『一茶翁俳諧文集』の書名で再版されたのをはじめ、明治11年（1878年）版など、多数の後刷本がある。
この書の内容としては、前年1818年（文政元年）5月に生まれたばかり、長女さとの6月の死去、一茶の継子としての出自、浄土真宗の他力本願、より大きなものによって生かされてあるものとしての自分という信仰への帰依といって話題がその中心を占めている。
また、よく知られた彼の代表的な句、
- 目出度さもちう位也おらが春
- 我と来て遊べや親のない雀
- 名月を取ってくれろとなく子哉
- 這へ笑へ二ツになるぞけさからは
- 雀の子そこのけ／＼御馬が通る
- ゆうぜんとして山を見る蛙哉
- ともかくもあなた任せのとしのくれ

などは、この書に収められているものである。

## 文献
- 『一茶全集』全8巻　信濃毎日新聞社　1976-1980年
- 『一茶句集』（「古典を読む」）岩波書店　1983年
- 『一茶 父の終焉日記・おらが春他一編』岩波文庫　1992年